# Dorchester (Texas)
Dorchester é uma cidade  localizada no estado norte-americano do Texas, no Condado de Grayson.

## Demografia
Segundo o censo norte-americano de 2000, a sua população era de 109 habitantes.
Em 2006, foi estimada uma população de 110, um aumento de 1 (0.9%).

## Geografia
De acordo com o United States Census Bureau tem uma área de
2,6 km², dos quais 2,6 km² cobertos por terra e 0,0 km² cobertos por água. Dorchester localiza-se a aproximadamente 272 m acima do nível do mar.

## Localidades na vizinhança
O diagrama seguinte representa as localidades num raio de 16 km ao redor de Dorchester.